# 樱会/My Life
《樱会/My Life》（桜会/マイライフ）是日本二人樂團柚子於2010年2月3日發行的第30張單曲。

## 解說
- 此單曲為柚子在2010年發行的第1張單曲
- PV集《録歌選 虹》於同日發行
- 週間最高順位：2位

## 收錄內容
1. 桜会
  - 作詞・作曲:北川悠仁
2. My Life
  - 作詞・作曲:岩泽厚治